# Tschulman
Tschulman (jakutisch und russisch Чульман) ist eine Siedlung städtischen Typs mit 9766 Einwohnern (Stand 14. Oktober 2010) in der russischen Republik Sacha (Jakutien), etwa 30 km von Nerjungri entfernt. Die Siedlung liegt am gleichnamigen Fluss Tschulman, einem Nebenfluss des Timpton im Einzugsgebiet des sibirischen Stromes Lena. Tschulman hat einen Flughafen und ist eine Station an der Amur-Jakutischen Magistrale. Zu den wichtigsten Wirtschaftsbereichen gehören die Förderung von Kohle, Granit und Edelsteinen. Nahe der Stadt befindet sich ein Wärmekraftwerk. Aber auch Textilien sowie Nahrungsmittel werden in der Stadt produziert.

## Geschichte
Der Ort wurde 1926 mit 19 Einwohnern gegründet. Ende 1940er-, Anfang der 1950er-Jahre befand sich bei Tschulman ein Arbeitslager des Gulag. Die dort Beschäftigten bauten unter anderem Wohnsiedlungen und Produktionsanlagen im Ort und erkundeten die Kohlevorkommen.

### Bevölkerungsentwicklung
| Jahr | Einwohner |
| ---- | --------- |
| 1959 | 6.133     |
| 1970 | 6.576     |
| 1979 | 12.875    |
| 1989 | 17.354    |
| 2002 | 10.782    |
| 2010 | 9.766     |

Anmerkung: Volkszählungsdaten